# Distretto di Bakwa
Il distretto di Bakwa è un distretto nella provincia di Farah, nell'Afghanistan occidentale. La popolazione, prevalentemente Pashtun, nel novembre 2004 era stimata in 79.529 abitanti. Il centro del distretto, Sultani Bakwa, si trova a 726 m s.l.m.